# Delegazioni della Tunisia

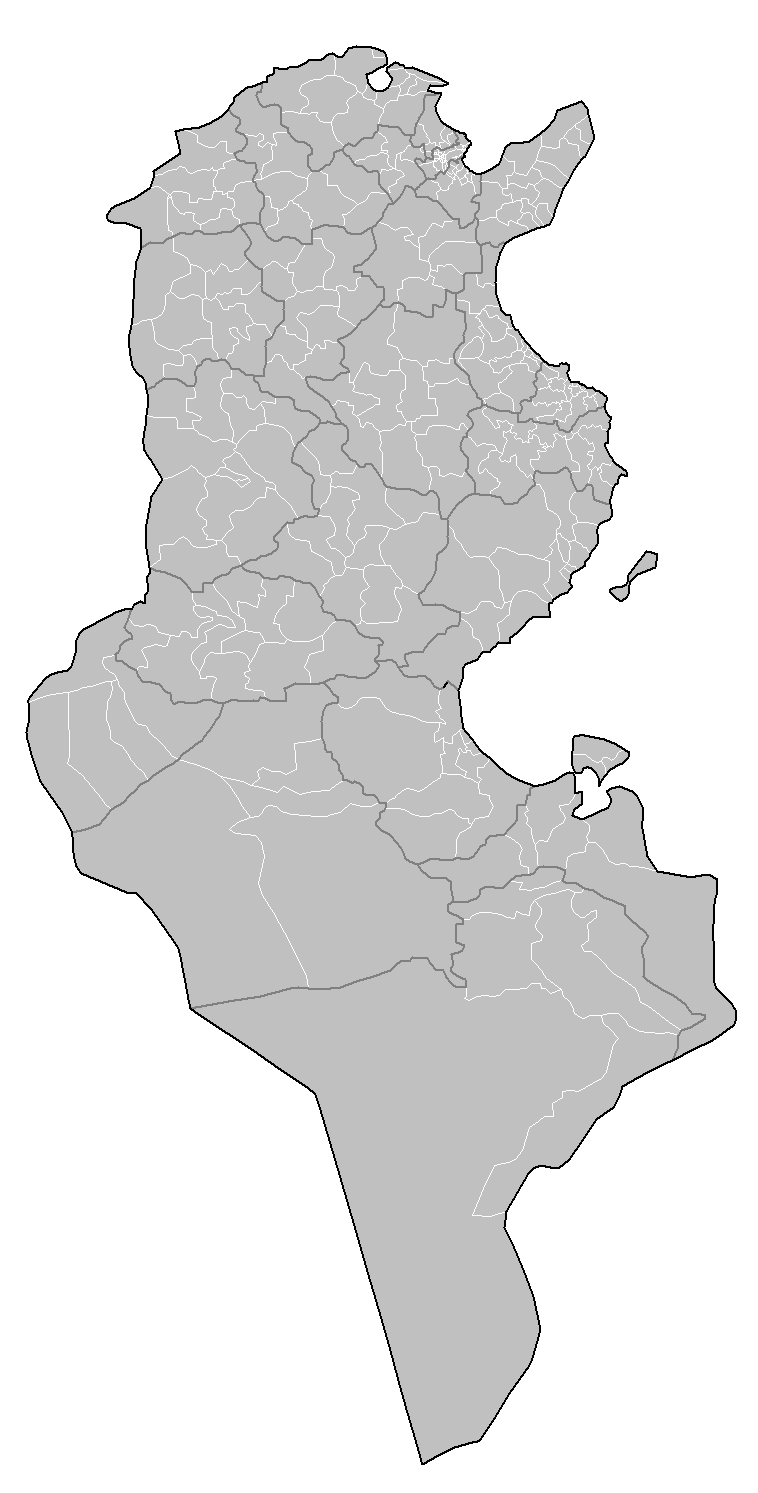
Delegazioni della Tunisia

Le delegazioni della Tunisia (in francese: délégation, in arabo معتمدية) costituiscono la suddivisione territoriale di secondo livello del Paese, dopo i governatorati, e ammontano a 264; ciascuno di essi si suddivide a sua volta in settori (imada), pari nel loro complesso a 2.073.
L'80% delle delegazioni aveva al censimento 2014 tra i 15.000 e gli 80.000 abitanti. I centri abitati maggiori sono suddivisi in più delegazioni. 
Le delegazioni possono essere anche delle municipalità (shaykhats), le quali però possono essere formate da più delegazioni.

## Lista

### Ariana
Delegazioni di Ariana:
- Ariana Medina
- Ettadhamen
- Kalaat El Andalous
- Mnihla
- Raoued
- Sidi Thabet
- Soukra

### Beja

Delegazioni del governatorato di Béja

Delegazioni di Beja:
- Amdoun
- Beja Nord
- Beja Sud
- Goubellat
- Mejez El Bab
- Nefza
- Teboursouk
- Testour
- Thibar

### Ben Arous
Delegazioni di Ben Arous:
- Ben Arous
- Boumhel
- El Mourouj
- Ezzahra
- Fouchana
- Hammam Chott
- Hammam Lif
- M'Hamdia
- Medina Jedida
- Megrine
- Mornag
- Rades

### Biserta

Delegazioni del governatorato di Biserta

Delegazioni di Biserta:
- Biserta Nord
- Biserta Sud
- Djoumime
- El Alia
- Ghar El Melh
- Ghezala
- Mateur
- Menzel Bourguiba
- Menzel Jemil
- Ras Jebel
- Sejenane
- Tinja
- Utique
- Zarzouna

### Gabès

Delegazioni del governatorato di Gabès

Delegazioni di Gabès:
- Gabès Medina
- Gabès Ovest
- Gabès Sud
- Ghannouch
- Hamma
- Mareth
- Matmata
- New Matmata
- Menzel Habib
- Metouia

### Gafsa

Delegazioni del governatorato di Gafsa

Delegazioni di Gafsa:
- Belkhir
- Gafsa Nord
- Gafsa Sud
- Guetar
- Ksar
- Mdhilla
- Metlaoui
- Oum Larais
- Redeyef
- Sened
- Sidi Aich

### Jendouba

Delegazioni del governatorato di Jendouba

Delegazioni di Jendouba:
- Aïn Draham
- Balta
- Bousalem
- Fernana
- Ghardimaou
- Jendouba
- Jendouba Nord
- Oued Mliz
- Tabarka

### Kairouan

Delegazioni del governatorato di Kairouan

Delegazioni di Kairouan:
- Alaâ
- Bouhajla
- Chebika
- Chrarda
- Haffouz
- Hajeb El Ayoun
- Kairouan Nord
- Kairouan Sud
- Menzel Mehiri
- Nasrallah
- Oueslatia
- Sbikha

### Kasserine

Delegazioni del governatorato di Kasserine

Delegazioni di Kasserine:
- El Ayoun
- Ezzouhour
- Feriana
- Foussana
- Hassi El Ferid
- Hidra
- Djedeliane
- Kasserine Nord
- Kasserine Sud
- Majel Belabbes
- Sbeitla
- Sbiba
- Thala

### Kébili

Delegazioni del governatorato di Kebili

Delegazioni di Kébili:
- Douz Nord
- Douz Sud
- Faouar
- Kebili Nord
- Kebili Sud
- Souk El Ahed

### Kef

Delegazioni del governatorato di Kef

Delegazioni di Kef:
- Dahmani
- Es Sers
- Jerissa
- Kalaa Khasbat
- Kalaat Senane
- Kef Est
- Kef Ovest
- Ksour
- Nebeur
- Sakiet Sidi Youssef
- Tajerouine

### Mahdia

Delegazioni del governatorato di Mahdia

Delegazioni di Mahdia:
- Boumerdes
- Chebba
- Chorbane
- El Djem
- Hbira
- Ksour Essef
- Mahdia
- Melloulech
- Ouled Chamekh
- Sidi Alouane
- Souassi

### Manouba
Delegazioni di Manouba:
- Borj El Amri
- Douar Hicher
- El Battan
- Jedaida
- Manouba
- Mornaguia
- Oued Ellil
- Tebourba

### Médenine

Delegazioni del governatorato di Médenine

Delegazioni di Médenine:
- Ben Gardane
- Beni Khedache
- Djerba Ajim
- Djerba Midoun
- Houmt Souk
- Medenine Nord
- Medenine Sud
- Sidi Makhlouf
- Zarzis

### Monastir
Delegazioni di Monastir:
- Bekalta
- Bembla
- Beni Hassen
- Jemmal
- Ksar Hellal
- Ksibet El Mediouni
- Moknine
- Monastir
- Ouerdanine
- Sahline
- Sayada-Lamta-Bou Hjar
- Teboulba
- Zeramdine

### Nabeul

Delegazioni del governatorato di Nabeul

Delegazioni di Nabeul:
- Beni Khalled
- Beni Khiar
- Bou Argoub
- Dar Chaabane El Fehri
- El Mida
- Grombalia
- Hammam Ghezaz
- Hammamet
- Haouaria
- Kelibia
- Korba
- Menzel Bouzelfa
- Menzel Temime
- Nabeul
- Soliman
- Takelsa

### Sfax

Delegazioni del governatorato di Sfax

Delegazioni di Sfax:
- Agareb
- Bir Ali Ben Khelifa
- El Amra
- El Ghraiba
- Hencha
- Jebeniana
- Kerkennah
- Mahres
- Menzel Chaker
- Sakiet Eddaier
- Sakiet Ezzit
- Sfax Medina
- Sfax Ovest
- Sfax Sud
- Skhira

### Sidi Bouzid

Delegazioni del governatorato di Sidi Bouzid

Delegazioni di Sidi Bouzid:
- Bir El Hfay
- Jelma
- Mazzouna
- Meknassi
- Menzel Bouzaiene
- Ouled Haffouz
- Regueb
- Sabalat Ouled Asker
- Sidi Ali Ben Aoun
- Sidi Bouzid Est
- Sidi Bouzid Ovest
- Souk Jedid

### Siliana

Delegazioni del governatorato di Siliana

Delegazioni di Siliana:
- Bargou
- Bouarada
- Bourouis
- El Krib
- Gaafour
- Kesra
- Makthar
- Rouhia
- Siliana Nord
- Siliana Sud

### Susa (Sousse)

Delegazioni del governatorato di Sousse

Delegazioni di Susa:
- Akouda
- Bouficha
- Enfidha
- Hammam Sousse
- Hergla
- Kalaa Kebira
- Kalaa Sghira
- Kondar
- M'Saken
- Sidi Bou Ali
- Sidi El Heni
- Sousse Jaouhara
- Sousse Medina
- Sousse Riadh
- Sousse Sidi Abdelhamid

### Tataouine

Delegazioni del governatorato di Tatouine

Delegazioni di Tataouine:
- Bir Lahmar
- Dhiba
- Ghomrassen
- Remada
- Samar
- Tataouine Nord
- Tataouine Sud

### Tozeur

Delegazioni del governatorato di Tozeur

Delegazioni di Tozeur:
- Degueche
- Hazoua
- Nefta
- Tamaghza
- Tozeur

### Tunisi
Delegazioni di Tunisi:
- Bab Bhar
- Bab Souika
- Bardo
- Bouhaira
- Carthage
- El Khadra
- El Menzah
- El Ouardia
- El Tahrir
- Ezzouhour
- Hrairia
- Jebel Jelloud
- Kabaria
- La Goulette
- La Marsa
- Le Kram
- Medina
- Omrane
- Omrane Superieur
- Sidi El Bechir
- Sidi Hassine
- Sijoumi

### Zaghouan

Delegazioni del governatorato di Zaghouan

Delegazioni di Zaghouan:
- Bir Mchergua
- Fahs
- Nadhour
- Saouaf
- Zaghouan
- Zriba